# Sarah Kuschel
Sarah Kuschel (geboren 24. September 1994 in München) ist eine deutsche Basketballspielerin. Die 1,71 m große Spielerin wird zumeist als Aufbauspielerin eingesetzt.

## Basketballkarriere
Bereits als Jugendliche wurde sie bei Friendsfactory Jahn München in der  2. Damen-Basketball-Bundesliga eingesetzt. Gleichzeitig spielte sie in der Regionalligamannschaft des  TS Jahn München und konnte mit diesem 2013 den Titel des Bayernpokalsiegers erringen.
2011 wurde Sarah Kuschel von der damaligen Nationaltrainerin Alexandra Maerz ins Try-Out für die Europameisterschaft der U18 berufen.
Zur Saison 2013/2014 wechselte sie zum Zweitligisten TuS Lichterfelde. In der Saison 2014/2015 begann sie ein Studium in Marburg und wurde vom BC Marburg verpflichtet. Dort gehörte sie zunächst zum Kader des Erstligisten und kam offiziell auf zwei Bundesligaeinsätze. Nachdem sie unter anderem bei Krofdorf-Gleiberg und TG Bad Homburg spielte, wechselte sie zur Saison 2021/22 zu BBZ Opladen und spielt dort in der 2. Damen-Basketball-Bundesliga.